# Pietro Aymo
Pietro Aymo (o Aimo) (Virle Piemonte, 24 settembre 1892 – 1983) è stato un ciclista su strada italiano.

## Carriera
Professionista dal 1909 al 1926, era fratello minore di Bartolomeo; in carriera ebbe un ruolo di secondo piano, ottenendo solo alcuni piazzamenti di rilievo ed una vittoria di tappa al Giro dei Tre Mari. Fu terzo alla Roma-Napoli-Roma nel 1909, secondo al Giro del Piemonte del 1910, terzo al Giro della Romagna 1912 e nel Giro dei Tre Mari del 1920. Partecipò a nove edizioni del Giro d'Italia tra il 1910 ed il 1923, classificandosi al sesto posto nel 1922.

## Palmarès
- 1909 (Dei, una vittoria)

Susa-Mont Cenis
- 1920 (individuale, una vittoria)

8ª tappa Giro dei Tre Mari (Catanzaro > Rossano)

## Piazzamenti

### Grandi Giri
- Giro d'Italia

1912: ritirato
1922: 6º

### Classiche monumento
- Milano-Sanremo

1912: 31º
1914: 32º
1919: 11º
1927: 68º
- Giro di Lombardia

1909: 39º
1911: 23º
1912: 19º
1914: 16º
1915: 14º
1917: 15º
1918: 16º